# ملوية ظفرية عنيبية
ملوية ظفرية عنيبية (بالإنجليزية: Helicobacter acinonychis)‏ هي نوع من البكتيريا، سلبية الغرام، تتبع الملوية.